# Língua portuguesa na Espanha

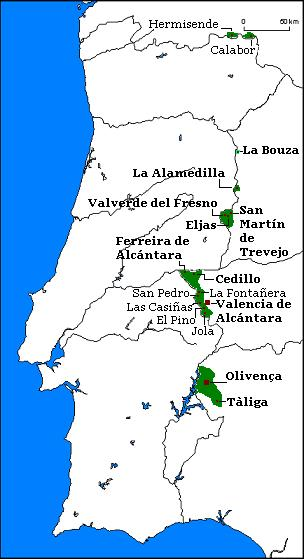
O português falado na Espanha.

Os limites das áreas de língua portuguesa na Península Ibérica, como nas restantes línguas, não correspondem aos limites políticos da região onde é mais falada. Assim, em Espanha, a língua é falada das Astúrias até ao sul da Estremadura. São vários os concelhos da Raia que, historicamente, têm o português como idioma próprio. Como regra geral, são pequenas aldeias ou concelhos com um forte declínio demográfico, relativamente castelhanizados e secularmente esquecidos. De norte ao sul são:

Âmbito geográfico do diassistema galego-português.

- Na Galiza (como idioma galego), na faixa ocidental das Astúrias (como galego-asturiano)[7][8][9] e na parte ocidental da bacia do Sil,[10][11][12] como também na região e arredores de Lubián[13][14][15][16] (numa ótica do sistema linguístico galego-português)[17][18][18], Ermesende (Hermisende, oficialmente em castelhano) na comarca da Seabra (Zamora), e as aldeias em seu redor.[15][19][20][21]
- Rihonor de Castilla,[22] uma fala mista de transição.[23][24]
- Calabor, aldeia do concelho de Pedralba de la Pradería na comarca da Seabra (Zamora).[15]
- São Félix dos Galegos (San Felices de los Gallegos), portuguesa nos séculos XIII, XIV e XV[23][25][26][27][28] e Fregeneda (La Fregeneda), cuja toponímia denota vestígios galego-portugueses.[29]
- Almedilha (La Alamedilla) na província de Salamanca; na Bouça (La Bouza), morreu no início do século XX.[30][31]
- Vale de Xálima (denominado fala de Xálima, ou A Fala dus Tres Lugaris), falado nos concelhos de São Martim de Trevelho (San Martín de Trevejo), Elhas (Eljas) e Valverde do Fresno (Valverde del Fresno), ao noroeste da Estremadura espanhola e também conhecido como Os Três Lugares, ou Us Tres Lugaris.[30][31][32][33][34]
- Na comarca de Alcântara: Ferreira de Alcântara (Herrera de Alcántara), onde o português dialetal ali falado é chamado firrenho, na comarca de Alcântara; na povoação vizinha de Santiago de Alcântara a influência do português faz-se ouvir em muitas expressões[3][35]; Cedilho (Cedillo)[3][32][34][36] e Valença de Alcântara, onde é falado em diversas aldeias da campinha de Valença, como são As Casinhas (Las Casiñas), Jola, Pinho (el Pino), Fontanheira (la Fontañera), São Pedro (San Pedro)[3][32]; e, finalmente, em La Codosera.[3][32]
- Olivença e Talega,[32][34][37] o português é falado na sua variante oliventina na cidade e nas suas aldeias; São Francisco (San Francisco), São Rafael (San Rafael), Vila Real de Olivença (Villarreal), São Domingos de Gusmão (Santo Domingo de Guzmán), São Bento da Contenda (San Benito de la Contienda), São Jorge da Lor (San Jorge de Lor).[28][32][37][38][39]
- Ceuta

O português falado na Espanha não é protegido pelo governo espanhol ou pelos governos regionais de Castela e Leão e Estremadura, e não tem o apoio do Governo Português. O uso do português, muitas vezes dialetal e quase morrendo, mas historicamente falado pela sua população, é gradualmente substituído pelo castelhano numa sociedade profundamente diglóssica que foge do conflito da sua identidade, abandonando a sua língua portuguesa.